# Carole Phillips
Carole Jean Phillips, coniugata Aspedon (Hamburg, 6 maggio 1941), è un'ex cestista statunitense.

## Carriera
Con gli Stati Uniti disputò due edizioni dei Campionati mondiali (1964, 1967) e vinse la medaglia d'argento con gli Stati Uniti ai Giochi panamericani di Winnipeg 1967.